# Zakir Hasanov
Zakir Hasanov (Distretto di Astara, 6 giugno 1959) è un generale e politico azero attuale Ministro della Difesa dell'Azerbaigian in carica dal 22 ottobre 2013.

## Biografia

### Vita e formazione
Hasanov È nato il 6 giugno 1959 nel Distretto di Astara. Si è diplomato all'Accademia di comando di armi combinate superiori di Baku nel 1980 come ufficiale di artiglieria prima di prestare servizio per cinque anni nelle unità del Gruppo di forze sovietiche in Germania. Successivamente, ha trascorso i successivi otto anni presso l'ufficio di registrazione e arruolamento militare dell'Altaj del Distretto militare siberiano come parte del Ministero della Difesa dell'URSS.

### Carriera politica
dopo la Dissoluzione dell'Unione Sovietica, ha prestato servizio per un decennio nelle truppe di frontiera del Ministero della Sicurezza Nazionale dell'Azerbaigian. In seguito è stato promosso a capo dell'ufficio per le relazioni internazionali del Servizio di Frontiera Statale prima di essere nominato Vice-ministro dell'Interno e comandante delle truppe interne con decreto presidenziale del 17 gennaio 2003, venendo promosso anche al grado di maggior generale quattro mesi dopo.
in precedenza era stato anche viceministro degli affari interni.

### Ministro della Difesa
entrando in carica come Ministro della Difesa Hasanov ha rilasciato dichiarazioni in merito al conflitto del Nagorno-Karabakh, ciò includeva l'affermazione che l'esercito azero era forte e disciplinato rispetto a quello dell'Armenia e che "la situazione nelle forze armate armene era disastrosa e che in caso di guerra le truppe di questo paese sarebbero fuggite dal campo di battaglia". Ha anche detto all'Unione Europea che il suo paese sosterrà la liberazione pacifica delle sue terre, ma ha sottolineato che l'Azerbaigian si riserva il diritto di liberare "le sue terre occupate". Ciò è avvenuto nello stesso momento in cui il rappresentante dell'UE per il Caucaso meridionale Philippe Lefort si è congratulato con lui per la sua nomina.
durante la Guerra dei quattro giorni in Nagorno Karabakh Hasanov ha dichiarato che se il bombardamento degli insediamenti azeri da parte delle forze armene non fosse cessato, l'Azerbaigian avrebbe preso in considerazione il lancio di un bombardamento di artiglieria su Stepanakert. Nell'aprile 2019, Hasanov ha avvertito che "se gli armeni fossero passati all'offensiva, questo gli avrebbe dato l'opportunità di incontrare il ministro della difesa armeno David Tonoyan a Erevan" sottolineando un'incursione armata.